# Mega Python vs. Gatoroid
Mega Python vs. Gatoroid è un film del 2011 diretto da Mary Lambert.
Monster/Disaster Movie, prodotto dallo studio The Asylum, distribuito il 21 giugno 2011 per il circuito direct-to-video negli Stati Uniti. Il film tuttavia, è stato proiettato in anteprima nelle sale del Texas e poi trasmesso sul canale Syfy il 29 gennaio 2011. Le protagoniste del film sono interpretate dalle due cantanti pop Debbie Gibson e Tiffany Renee Darwish.
In Italia è stato distribuito in DVD da Minerva Pictures nel luglio 2011 e trasmesso in pay su SKY Italia.

## Trama
Un gruppo di animalisti, capeggiati dalla dottoressa Nikki Riley, Gia e Ben, irrompono in un laboratorio e rubano dozzine di pitoni esotici, per poi liberarli in una palude di Everglades in Florida. Tale azione, inavvertitamente causa una crescita negli esemplari di serpenti che uccidono 72 alligatori in pochi giorni, minacciano quindi l'ecosistema. A causa della minaccia, la ranger Terry O'Hara rilascia il permesso ai cacciatori locali, di sterminare i pitoni.
Comunque i cacciatori, tra cui Justin, il fidanzato di Terry, vengono rapidamente eliminati dai serpenti giganti, così Terry, in preda all'ira per la morte del suo ragazzo, insieme a Angie Polk, un'anziana ma molto in gamba collega, prende delle scatole di steroidi anabolizzanti da Manny (nipote di Angie) e le iniettano in dei polli morti per poi darli in pasto agli alligatori. Tra gli steroidi vi è un siero sperimentale che neutralizza gli inibitori della crescita muscolare con un effetto collaterale che accresce l'aggressività. Intanto, Nikki e il suo gruppo installano delle telecamere in tutte le zone di Everglades, per monitorare le attività di Terry, registrandola mentre con Angie ciba gli alligatori con gli steroidi.
Diversi mesi dopo, Terry incontra il Dr. Diego Ortiz, che l'avverte che sta per iniziare una guerra tra i pitoni giganti e gli alligatori mutanti. Dopo aver visto un combattimento tra un pitone e un alligatore, Diego richiede a Terry di cancellare il banchetto di beneficenza che si sarebbe tenuto quella sera, ma Terry non gli dà ascolto, allo stesso tempo Nikki e il suo gruppo in cammino nella foresta a piantare feromoni, trovano lo scheletro di un pitone gigante prima di essere attaccate da un alligatore ingigantito che mangia Gia. In un altro punto di Everglades, Diego scopre che gli alligatori stanno covando centinaia di uova, grosse 20-30 volte più del normale, chiama allora Terry per avere accesso agli esplosivi per distruggere le uova, vedendosi però la richiesta negata. Diego sorvolando la zona con un elicottero, salva Nikki, ma Ben viene divorato da un alligatore. Nikki viene lasciata nel suo ufficio, mentre Diego torna dove sono situate le uova di alligatore e le distrugge con della dinamite.
A questo punto, trova una caverna con centinaia di uova e chiama Terry, spiegandole che se lei non evacua il party vicino, egli chiamerà il governatore per farsi inviare la guardia nazionale. Al banchetto di beneficenza, Nikki si presenta come VIP senza invito, minacciando Terry di diffondere un CD contenente le immagini di quando dava steroidi agli alligatori, questo scatena una rissa tra le due donne (simile ad un catfight) che distrugge il party. Nello stesso momento, i rettili fanno irruzione, quindi non lottando più fra loro, e divorano l'ospite d'onore Micky Dolenz e altri partecipanti; finalmente Terry e Nikki capiscono che devono cooperare insieme per sventare la minaccia, così con Angie e Diego, si dirigono a Miami per prevenire l'attacco in città da parte dei rettili, non fanno però in tempo, così Angie viene divorata da un pitone. A Nikki viene un'idea per salvare la Florida: mettere dell'esplosivo nella caverna mentre Terry e Diego volano sopra Miami con un crop duster spruzzando feromoni presi dall'ufficio di Nikki, attirando i rettili.
Alla fine, il loro aereo precipita su un'autostrada dopo essere stato colpito da un pitone, Terry quindi prende le rimanenti damigiane di feromoni e guida una macchina abbandonata per attirare i rettili lontano da una stazione nucleare lì vicina. Nikki nella caverna si ritrova circondata da centinaia di alligatori neonati, ma viene salvata da Terry facendo saltare in aria la macchina che guidava verso un alligatore gigante. Nuovamente circondate dai rimanenti rettili, le due donne si chiudono all'interno di un capannone di alimentazione, dove Nikki ammette a Terry che è stata lei a rilasciare i serpenti nella palude di Everglades. Diego sopraggiunge in un elicottero di salvataggio prendendo in salvo Nikki, ma non facendo in tempo a salvare Terry che viene afferrata e uccisa da un alligatore. Nikki fa saltare in aria la cava uccidendo tutti i rettili in vista; ma l'esplosione colpisce l'elicottero facendola precipitare in un pantano. Quando tutto sembra essere finito, Nikki viene sbranata dalla testa mozzata di un pitone (poiché la testa di un serpente può sopravvivere per circa un'ora dopo la morte).
Un anno dopo l'incidente, Diego taglia un fiocco per inaugurare l'estuario O'Hara-Riley, chiamato così in memoria di Terry e Nikki.

## Produzione
Il film è stato girato al Griffith Park al County Arboretum and Botanic Garden di Los Angeles, in California, usato per apparire come lo Stato della Florida. Alcune immagini del film sono state riciclate da Mega Shark Versus Crocosaurus. Per il lungometraggio è stato stimato un budget di 500.000 dollari. Il megaphyton sembra più piccolo del normale ma è lungo 115 metri e pesa 83 tonnellate, il gatoroid ne pesa 81.

## Colonna sonora
Nel film figurano le canzoni Snake Charmer di Debbie Gibson e Serpentine di Tiffany. La colonna sonora è stata composta da Chris Ridenhour.

## Accoglienza
Mega Python vs. Gatoroid è stato stroncato dalla critica; Ken Tucker di Entertainment Weekly nella sua recensione ha detto "hanno fatto un qualcosa, che altri baluardi del genere, come Sharktopus e Dinocroc vs. Supergator non sono riusciti a fare: a richiamare l'attenzione in negativo, sono la pacchianità e il trash del film." Jared Rasic di CHUD.com ha dato 2 stelle su 5 al film, commentando che "questo film sa esattamente cosa è, e non prova neanche a sorprenderti con elementi qualitativi per dare un senso al tempo che si sta sprecando per la visione."